# بلاتفيل
بلاتفيل (ويسكونسن) (بالإنجليزية: Platteville, Wisconsin)‏ هي بلدة و مدينة من الدرجة الرابعة تقع في الولايات المتحدة في مقاطعة غرانت (ويسكونسن). يقدر عدد سكانها بـ 11,224 نسمة ومساحتها 14.12 كم2 وترتفع عن سطح البحر 302.06 متر.

## التركيبة السكانية
قام مكتب تعداد الولايات المتحدة بتحديد بيانات التركيبة السكانية لبلاتفيلفي تعداد الولايات المتحدة. في ما يلي، التركيبة السكانية حسب تعدادي 2000 و2010.

### تعداد عام 2000
بلغ عدد سكان بلاتفيل 9,989 نسمة بحسب تعداد عام 2000، وبلغ عدد الأسر 3,312 أسرة وعدد العائلات 1,692 عائلة مقيمة في المدينة. في حين سجلت الكثافة السكانية 2,376.4 نسمة لكل ميل مربع (917.5/كم2). وبلغ عدد الوحدات السكنية 3,482 وحدة بمتوسط كثافة قدره 828.4 نسمة لكل ميل مربع (319.8/كم2).
وتوزع التركيب العرقي للمدينة بنسبة 96.15% من البيض و 0.27% من الأمريكيين الأصليين و 1.40% من الأمريكيين ذوي الأصول الآسيوية و 0.04% من سكان جزر المحيط الهادئ و 1.12% من الأمريكيين الأفارقة و 0.75% من عرقين مختلطين أو أكثر.
بلغ عدد الأسر 3,312 أسرة كانت نسبة 22.2% منها لديها أطفال تحت سن الثامنة عشر تعيش معهم، وبلغت نسبة الأزواج القاطنين مع بعضهم البعض 40.0% من أصل المجموع الكلي للأسر، ونسبة 8.0% من الأسر كان لديها معيلات من الإناث دون وجود شريك، وكانت نسبة 48.9% من غير العائلات. تألفت نسبة 32.2% من أصل جميع الأسر من أفراد ونسبة 13.0% كانوا يعيش معهم شخص وحيد يبلغ من العمر 65 عاماً فما فوق. وبلغ متوسط حجم الأسرة المعيشية 2.86، أما متوسط حجم العائلات فبلغ 2.31.
بلغ العمر الوسطي للسكان 23 عاماً. وكانت نسبة 14.4% من القاطنين تحت سن الثامنة عشر، وكانت نسبة 41.3% بين الثامنة عشر والأربعة وعشرون عاماً، ونسبة 17.5% كانت واقعةً في الفئة العمرية ما بين الخامسة والعشرون حتى والأربعة وأربعون عاماً، ونسبة 14.4% كانت ما بين الخامسة والأربعون حتى الرابعة والستون، ونسبة 12.3% كانت ضمن فئة الخامسة والستون عاماً فما فوق. يوجد لكل 100 أنثى 119.3 ذكر، ويوجد لكل 100 أنثى في الثامنة عشر من عمرها فما فوق 120.6 ذكر.
بلغ متوسط دخل الأسرة في المدينة 35,742 دولار، أما متوسط دخل العائلة فبلغ 50,583 دولار. وكان متوسط دخل الذكور 31,424 دولار مقابل 21,896 دولار للإناث. وسجل دخل الفرد الخاص بالمدينة 15,858 دولار. وكانت نسبة 4.6% من العائلات ونسبة 19.4% من السكان تحت خط الفقر، وكان من هؤلاء نسبة 12.2% تحت سن الثامنة عشر ونسبة 8.3% في الخامسة والستين من العمر وما فوق.

### تعداد عام 2010
بلغ عدد سكان بلاتفيل 11,224 نسمة بحسب تعداد عام 2010، وبلغ عدد الأسر 3,644 أسرة وعدد العائلات 1,598 عائلة مقيمة في المدينة. في حين سجلت الكثافة السكانية 2,059.4 نسمة لكل ميل مربع (795.1/كم2). وبلغ عدد الوحدات السكنية 3,840 وحدة بمتوسط كثافة قدره 704.6 لكل ميل مربع (272.0/كم2).
وتوزع التركيب العرقي للمدينة بنسبة 94.7% من البيض و 0.2% من الأمريكيين الأصليين و 1.7% من الأمريكيين ذوي الأصول الآسيوية و 2.1% من الأمريكيين الأفارقة و 1.0% من عرقين مختلطين أو أكثر.
بلغ عدد الأسر 3,644 أسرة كانت نسبة 18.2% منها لديها أطفال تحت سن الثامنة عشر تعيش معهم، وبلغت نسبة الأزواج القاطنين مع بعضهم البعض 32.7% من أصل المجموع الكلي للأسر، ونسبة 7.8% من الأسر كان لديها معيلات من الإناث دون وجود شريك، بينما كانت نسبة 3.3% من الأسر لديها معيلون من الذكور دون وجود شريكة وكانت نسبة 56.1% من غير العائلات. تألفت نسبة 31.4% من أصل جميع الأسر من أفراد ونسبة 11.6% كانوا يعيش معهم شخص وحيد يبلغ من العمر 65 عاماً فما فوق. وبلغ متوسط حجم الأسرة المعيشية 2.80، أما متوسط حجم العائلات فبلغ 2.32.
بلغ العمر الوسطي للسكان 22.4 عاماً. وكانت نسبة 11.3% من القاطنين تحت سن الثامنة عشر، وكانت نسبة 49.4% بين الثامنة عشر والأربعة وعشرون عاماً، ونسبة 14.3% كانت واقعةً في الفئة العمرية ما بين الخامسة والعشرون حتى والأربعة وأربعون عاماً، ونسبة 14.3% كانت ما بين الخامسة والأربعون حتى الرابعة والستون، ونسبة 10.7% كانت ضمن فئة الخامسة والستون عاماً فما فوق. وتوزع التركيب الجنسي للسكان بنسبة 56.3% ذكور و43.7% إناث.